# Bereket Tedżen
Bereket Tedżen (turkm. «Bereket» futbol kluby, Tejen) – turkmeński klub piłkarski, mający siedzibę w mieście Tedżen w południowo-wschodniej części kraju.
W 1992 występował w Ýokary Liga.

## Historia
Chronologia nazw:
- 1992: Bereket Tedżen (ros. «Берекет» Теджен)

Piłkarski klub Bereket Tedżen został założony w miejscowości Tedżen w 1992 roku. W 1992 debiutował w pierwszych niepodległych rozgrywkach Wyższej Ligi Turkmenistanu, w której zajął spadkowe 12. miejsce. W 1993 zajął ostatnie 10. miejsce w Pierwszej Lidze. Potem został rozformowany.

## Sukcesy

### Trofea międzynarodowe
Nie uczestniczył w rozgrywkach azjatyckich (stan na 31-05-2015).

### Trofea krajowe
Turkmenistan
| \| \| Zdobyte trofea w rozgrywkach Turkmenistanu (stan na: 31-12-2015) \| |                                                                  |      |          |
| Rozgrywki                                                                 | Osiągnięcie                                                      | Razy | Sezon(y) |
| Mistrzostwo                                                               | I miejsce                                                        | 0    |          |
| Mistrzostwo                                                               | II miejsce                                                       | 0    |          |
| Mistrzostwo                                                               | III miejsce                                                      | 0    |          |
| Mistrzostwo                                                               | 12. miejsce                                                      | 1    | 1992     |
| Puchar                                                                    | zdobywca                                                         | 0    |          |
| Puchar                                                                    | finalista                                                        | 0    |          |
| Puchar                                                                    | 1/16 finału                                                      | 1    | 1993     |
| II liga                                                                   | I miejsce                                                        | 0    |          |
| II liga                                                                   | II miejsce                                                       | 0    |          |
| II liga                                                                   | III miejsce                                                      | 0    |          |
| II liga                                                                   | 10. miejsce                                                      | 1    | 1993     |
| Turkmenistan                                                              | Zdobyte trofea w rozgrywkach Turkmenistanu (stan na: 31-12-2015) |      |          |

## Stadion
Klub rozgrywał swoje mecze domowe na stadionie Sport toplumy w Tedżenie, który może pomieścić 1000 widzów.